# Zig Zag (canção)
Zig Zag (em coreano: 지그재그; romanizado: Jigeujaegeu) é uma canção de gênero hip hop e electro-funk interpretada pelo girl group sul-coreano f(x). A canção foi incluída como faixa em seu segundo EP, Electric Shock, que foi lançado em 10 de junho de 2012.

## Composição
De acordo com o site Naver, "Zig Zag" foi especialmente produzida para se concentrar na "mistura jovem e refrescante dos vocais" dos membros do f(x), que acrescenta-se ao som urbano eletrônico, som criado pelo uso de guitarras e tambores. A canção foi composta e escrita pelo produtor musical Hitchhiker que já havia trabalhado com a SM Entertainment em vários projetos, como um dos seus produtores. Anteriormente, ele compôs e arranjou o single do f(x) "Pinocchio (Danger)" e a canção "Sweet Witches" de seu primeiro álbum de estúdio Pinocchio. A letra foi escrita por Kim Bumin que é conhecido por trabalhar em colaboração com Hitchhiker escrevendo letras de quase todas as músicas produzidas por ele. A letra de "Zig Zag" fala do desejo de "fugir da mesma rotina diária e viver um sonho fantástico de viajar para um lugar desconhecido".

## Recepção da crítica
"Zig Zag" ganhou revisões mistas a partir de críticos de K-pop. O popular site de notícias Allkpop comentou que não era a faixa mais forte no álbum, mas um lembrete sólido e nervoso, em que f(x) é conhecido. Unitedkpop.com deu-lhe uma pontuação 4 de 5 e disse que a música é incrivelmente nervosa, fresca, refrescante e diferente, mas que as letras são confusas. Um revisor do Kpopstarz.com ficou muito satisfeito com a canção, e que na sua opinião "Zig Zag" deu um fora no som clássico do f(x) com as batidas, cantando hibridizado e faixas de alta voz. Embora o crítico do Seoulbeats tenha amado o álbum no geral, ele considerou "Zig Zag" e "Jet", como as faixas de enchimento. Um revisor do Asianjunkie.com elogiou o envolvimento de Hitchhiker e trazendo o mesmo tipo da 'cibe atrevida que é inconfundivelmente do f(x)'.

## Desempenho nas paradas
| Região | Gráfico                       | Melhores posições |
| ------ | ----------------------------- | ----------------- |
| KOR    | Gaon Singles Chart            | 40                |
| USA    | Billboard Korea K-Pop Hot 100 | 52                |